# Zenon Ważny
Zenon Romuald Ważny (* 6. Dezember 1929 in Vilnius; † 23. Oktober 2017) war ein polnischer Stabhochspringer.
1951 gewann er Bronze bei den Weltfestspielen der Jugend und Studenten. Bei den Olympischen Spielen 1952 in Helsinki schied er in der Qualifikation aus.
1954 wurde er Elfter bei den Europameisterschaften in Bern und 1955 holte er Silber bei den Weltfestspielen der Jugend und Studenten.
Nach einem sechsten Platz bei den Olympischen Spielen 1956 in Melbourne siegte er bei den Welt-Universitätsspielen 1957 und wurde Fünfter bei den Europameisterschaften 1958 in Stockholm.
Viermal wurde er Polnischer Meister (1951, 1952, 1956, 1958). Seine persönliche Bestleistung von 4,53 m stellte er am 2. August 1958 in Warschau auf.